# 杏的magomago圖書之國
《杏的magomago圖書之國》（日语：アンのマゴマゴ図書之国），又譯《小杏的圖書之國》，是日本漫画家樋口橘所創作的少女漫画，自2014年18號開始於白泉社雜誌《花與夢》上連載，至2015年12月日文版單行本已發行3冊。

## 故事簡介
出身黑道家庭的不良紅髮少女赤居杏音，在被充滿謎團的mago教團剝奪的城市下居住，深受夥伴的信賴，但卻完全不受歡迎⋯⋯。某一天，杏音邂逅了剛到學校任職的超S帥哥米澤老師，發現米澤老師作為學校的風紀總監督，同時為高中一年級銅組的班導師。隨著老師的任職，學校也開始採取強硬的手段，目的是將不信仰MAGO教的學生從學園裡驅逐！因某場意外老師身負重傷，杏為了拯救老師的性命、為了更加了解老師本人、小鎮上的事情以及與自己家族有關的危險的MAGO教秘密，於一年一度超級月亮的日子前往了據說可以實現願望的MAGO神殿，並且展開了在書本「清秀佳人」中的奇幻旅程。

## 登場人物

### 主要角色
赤居 杏音
本作女主角，經常被稱呼為杏（來自省略本名尾音的簡稱）。身高168cm，擁有遺傳自加拿大奶奶的紅色頭髮，為黑道家庭的獨生女。
15歲，高中一年級，所屬銅組。人緣不好、交不到男朋友。身上掛有一條特殊的項鍊傳自於母親。
正義感強烈，興趣是接受一切找上門來的挑釁。擅於打架，曾因暴力行為被登載在雜誌上。常在學校造成許多衝突。
擁有超級現充妄想症，經常把身邊的人編入自己腦內妄想的戀愛情景劇裡。被身旁的人評價為如果沒有妄想症的話，明明每一部分分開來看都是高水準的，合起來反而讓人覺得相當遺憾。
察覺到了米澤老師的做法的異樣，認為單純想廢止銅組的話實在過於多此一舉。與其說想廢止，不如說是藉由刺激銅組學生的好勝心來煽動他們想加入銀組的動力或自主退學。
被分配到的故事為「清秀佳人」。
米澤
新任職的銅組班導師，超S的美男子。米澤並非真名。擁有跟杏音一模一樣的項鍊。
剛到教室的第一天就宣告受命廢除銅組，並且告知銅組的學生若不想被退學的話就只有兩條路走：為學校貢獻並且想辦法進入金組或銀組。在杏音的反抗之下，加入另外一條「若是杏讓身為敵人的米澤喜歡上她的話，就會盡全力說服學校阻止銅組的解散，反之若杏喜歡上米澤，銅組立馬解散，且杏必須離開這個小鎮」。
藉由煽動銅組學生的好勝心，讓他們擁有力爭進入銀組的動力，而並非「勸誘」學生成為MAGO教徒進入金組。
真實身份為杏音的舅舅，杏音母親的弟弟。與二年級銅組班導師真壁為潛入MAGO學園進行調查的搜查官。
暗中保護杏音，為了不讓她在一年一度超級月亮的日子裡接近MAGO樂園而邀約杏音於夏祭時約會，卻意外中彈陷入昏迷。
日横 美月
17歲的神秘美少年，不良少年的領袖，所屬金組，被學生以前輩稱呼。原因為父母是MAGO教上層的有力幹部，但本身並非教徒。
告知杏音身處旋渦之中的她說不定會注意到某些違和的事情，需要多加注意這些事情並且告知他。
七原 嵐
高中三年組，所屬銅組。擔任杏音的隨身保鏢兼看護人。既強大又冷酷，對杏音的吐槽也相當毒辣，但其實很護著她。
被選中進入MAGO公園。
煌
11歲，負責照顧杏音的同居人，活潑調皮。曾對杏音說會很快長大並且會娶她，可見相當喜歡杏音。
在杏音為了救老師而奔向 MAGO 樂園時，亦奮不顧身地追在杏音後面。
被選中進入MAGO公園，願望不明。

### 赤居家
赤居 流星
杏音的父親，38歲。第四代笨蛋型組長。
槙 菊比古
戴眼鏡，組長輔佐兼參謀兼杏音的教育負責任，興趣是欺負杏音。
赤居 舞羅
流星的再婚對象，杏音的繼母，40歲。綽號為「舞舞」。
廚藝不好，多次料理如毒一般的食物讓杏倒下，杏音評為他做的食物難吃到足以摧毀身體，甚至可能導致死亡的程度。
首次見面時嫌棄杏音的名字，也因此而成了大家稱呼杏音為杏的契機，從此杏音變得不喜歡她。後來變得會捉弄杏音，如做料理給杏音、給杏音穿奇怪的衣服、強行把杏音的房間改裝成「舞舞」色。

### 私立MAGO神教學園
若宮 姫林檎（（わかみや ひめりんご））
高中二年級，所屬金組。擁有髮量太多的小煩惱。為杏音的青梅竹馬，雖然本身十分不情願。討厭杏音，似乎對嵐抱持特殊的情感。
進入「圖書之國」的願望為「拯救老師的性命」以及「讓杏遭到天譴」。被分配到自身不喜歡的故事，依照書本封面的書名（La dame aux camélias）判斷故事為「茶花女」。
真壁
高中二年級同組班導師，與米澤一同潛入MAGO學園極密調查MAGO公園的失蹤事件。
向杏音等人表示十幾年前就已經推測MAGO教為失蹤事件的黑幕，卻因為有一些原因連警察都不能對MAGO教出手。
櫻庭
二年銀組班導師，音樂老師。為所有年級銅組的學生進行強化補習。學校許多的老師都不喜歡為銅組的學生補習，但本人似乎不介意。
MAGO教信徒，相信MAGO的存在。自稱被MAGO神所救，因此下定決心憑著教師身份將自己的一生奉獻給MAGO神。身上有一條與杏音一模一樣的項鍊，似乎曾經進入過圖書之國。不小心透露給銅組的學生有關於MAGO公園的事情而被校方要求展現對教團的忠誠心，被交付了一把手槍於夏祭時射傷米澤。
羅司馬利內
學生會長，高中三年級，所屬金組。也有人稱呼他為「白王子」，但其實這兩個名稱均非本名。

### MAGO公園
MAGO
MAGO教MAGO神的真身，被稱為「小MAGO」，外型類似於巨大的嬰兒。
與母親神約定好需要讀完所有房間裡的書，雖然喜歡故事但卻非常不喜歡讀書，因此創造了「圖書之國」讓人們可以作為「朗讀者」進入這個世界，並且作為獎勵所有走完書中人生的人，給予實現願望。簡單來說整個世界都是為了培養MAGO神而存在。
個性非常壞且任性。
無名
杏音的帶路人（嚮導），外表像兔子玩具，為新人。在杏音進行故事的時候進行指引。MAGO神認為他相當無趣而遺棄，並且未替它取名。
不想和人類一起去圖書之國，遭嚮導同伴們唾棄。
不倒翁
日橫前輩的專屬嚮導，為杏音一行人進行圖書之國的解說。
喵姑
神使，外表像貓玩偶。姫林檎的專屬嚮導。
黑桃
神使，外表像黑桃造型的玩具。煌的專屬嚮導。
托隆
神使，外表像玩具。嵐的專屬嚮導。

## 用語

### MAGO教團
充滿謎團的教團，勢力相當龐大。已將杏音生活的小鎮作為教團的巢穴，並且在小鎮上建立MAGO公園以及MAGO神殿。

### 私立MAGO神教學園
前身為小鎮上的一般高中，被MAGO教收購以後被不斷地進行改造，變成了一所假藉學校之名培育MAGO教教徒的地方。學園內大致分為兩派人，為MAGO教信徒以及一般學生。其中又更依照信仰程度以及對教團的共相將學生分為「金組」、「銀組」、「銅組」，給不同等級的學生予以相稱的班級和不同的待遇。
許多不知曉學園真相的學生都十分後悔來就讀，但因在此畢業的學生往後會有許多前途，因此家裡的長輩通常不允許休學。
黃金班（金組）
身為MAGO教信徒的學生本人或是親屬有積德者，所屬的黃金班級，簡稱金組。
校章金色，制服是類似金色的淺黃色以及白色線條裝飾。
白銀班（銀組）
除了學歷之外，在藝術、運動等方面有一技之長的學生所屬的班級，簡稱銀組。
校章銀色，制服是類似銀色的淺藍色以及白色線條裝飾。
黃銅班（銅組）
無特殊能，既不屬於金組、亦不屬於銀組班級的學生所屬，簡稱銅組。
校章銅色，制服是類似於銅色的紅銅色以及白色線條裝飾。

### MAGO公園
為山上一座MAGO教所建立的令人毛骨悚然的設施。傳說在一年一度的超級月亮的晚上，在MAGO樂園的混沌神殿裡許願的話願望就能成真，但是有「去許願的十個人中有一個人會失蹤」的奇怪傳聞，據說這個人會被迫要奉獻自己的一生來為教團效力因此無法離開。會將失蹤的人身旁的人進行記憶竄改，因此人口失蹤的事情並未成為世界性的大事件。
即使沒有自信或是軟弱無能也無所謂，只要擁有強烈的願望就能獲得MAGO神的賞識進入MAGO神殿。

### 圖書之國
由MAGO之神所創造世界，為所有著名書籍相互連接的舞台。這個世界時間的流動與外面不同，因此可以無所顧慮地進行遊戲。
被送到這裡的人必須將自己收到的主角的人生，按照故事的情節作為自己的人生加以演繹讓MAGO神可以進行「閱讀」。完成故事之後可實現一個願望，但要根據MAGO神對於故事的滿意度。中途放棄故事的話則無法回到現世。

## 出版書籍

### 漫畫
| 冊數 | 白泉社         | 白泉社                 | 東立出版社    | 東立出版社             |
| 冊數 | 發售日期       | ISBN                   | 發售日期      | 書碼                   |
| ---- | -------------- | ---------------------- | ------------- | ---------------------- |
| 1    | 2015年6月9日   | ISBN 978-4-592-21521-9 | 2016年3月18日 | ISBN 978-9-864-62578-9 |
| 2    | 2015年6月9日   | ISBN 978-4-592-21522-6 | 2016年4月13日 | ISBN 978-9-864-62579-6 |
| 3    | 2015年12月18日 | ISBN 978-4-592-21523-3 |               |                        |